# Батьківське щастя (срібна монета)
Батькі́вське щ́астя — пам'ятна монета номіналом 5 гривень — присвячена події, що пов`язана з почуттям щастя бути батьками, любові до маляти — введена Національним Банком України в обіг 1 березня 2024 року.

## Опис та характеристики монети
| Номінал грн. | Метал  | Маса, грам | Діаметр, мм. | Якість виготовлення       | Гурт                           | Тираж, штук |
| ------------ | ------ | ---------- | ------------ | ------------------------- | ------------------------------ | ----------- |
| 5            | срібло | 15.55      | 33           | спеціальний анциркулейтед | гладкий із заглибленим написом | 15 000      |

### Аверс
На аверсі монети на дзеркальному тлі зображено батьківські руки, які тримають ніжки дитини, що символізує захист, тепло, довіру в сім`ї. Угорі зверху напис «УКРАЇНА». Під написом, над ніжками дитини, розташовані: малий Державний Герб України, номінал «5» та графічний символ гривні. Напис «20» «24» розташований внизу (де з`єднуються батьківські долоні), а знак нуля оформлений у формі сердечка.

### Реверс
На реверсі монети на дзеркальному тлі зображено дитину, яка солодко спить серед хмаринок. На задньому фоні зображено брязкальце із сердечками, зірочками та місяцем, що додає відчуття затишку та дарує безтурботні сни.

## Автори
- Художник: Владислав Яровий
- Скульптор: Володимир Атаманчук

## Вартість монети
Національний банк України реалізував монету за ціною 207 гривень. Фактична приблизна вартість монети, з роками змінювалася так:
| Рік        | 2024  | 2025  |
| ---------- | ----- | ----- |
| Ціна, грн. | 4 900 | 3 850 |